# Okręg wyborczy nr 26 do Sejmu Rzeczypospolitej Polskiej (1991–1993)
Okręg wyborczy nr 26 do Sejmu Rzeczypospolitej Polskiej (1991–1993) obejmował województwo bialskopodlaskie i siedleckie. W ówczesnym kształcie został utworzony w 1991. Wybieranych było w nim 10 posłów w systemie proporcjonalnym.
Siedzibą okręgowej komisji wyborczej były Siedlce.

## Wybory parlamentarne 1991
Głosowanie odbyło się 27 października 1991.
| Komitet wyborczy                                      | Komitet wyborczy                                                  | Głosów | %     | Mandaty | Wybrani posłowie                                     |
| ----------------------------------------------------- | ----------------------------------------------------------------- | ------ | ----- | ------- | ---------------------------------------------------- |
|                                                       | Porozumienie Ludowe                                               | 58 370 | 23,45 | 3       | Gabriel Janowski, Stefan Szańkowski, Sławomir Hardej |
|                                                       | Polskie Stronnictwo Ludowe Sojusz Programowy                      | 43 309 | 17,40 | 2       | Franciszek Stefaniuk, Ryszard Smolarek               |
|                                                       | Wyborcza Akcja Katolicka                                          | 27 743 | 11,15 | 1       | Marian Piłka                                         |
|                                                       | Sojusz Lewicy Demokratycznej                                      | 26 159 | 10,51 | 1       | Józef Oleksy                                         |
|                                                       | Porozumienie Obywatelskie Centrum                                 | 22 615 | 9,09  | 1       | Krzysztof Tchórzewski                                |
|                                                       | Konfederacja Polski Niepodległej                                  | 11 809 | 4,74  | 1       | Jan Mizikowski                                       |
|                                                       | Unia Demokratyczna                                                | 10 810 | 4,34  | 1       | Paweł Zalewski                                       |
|                                                       | Niezależny Samorządny Związek Zawodowy „Solidarność”              | 7318   | 2,94  | –       |                                                      |
|                                                       | Polska Partia Przyjaciół Piwa                                     | 7053   | 2,83  | –       |                                                      |
|                                                       | Kongres Liberalno-Demokratyczny                                   | 6811   | 2,74  | –       |                                                      |
|                                                       | Solidarność Pracy                                                 | 4163   | 1,67  | –       |                                                      |
|                                                       | Stronnictwo Demokratyczne                                         | 3902   | 1,57  | –       |                                                      |
|                                                       | Zdrowa Polska – Sojusz Ekologiczny                                | 3254   | 1,31  | –       |                                                      |
|                                                       | Unia Polityki Realnej                                             | 2635   | 1,06  | –       |                                                      |
|                                                       | Chrześcijańska Demokracja                                         | 2233   | 0,90  | –       |                                                      |
|                                                       | Stronnictwo Narodowe                                              | 1999   | 0,80  | –       |                                                      |
|                                                       | Partia Chrześcijańskich Demokratów                                | 1983   | 0,79  | –       |                                                      |
|                                                       | Polska Partia Ekologiczna – Zieloni                               | 1726   | 0,69  | –       |                                                      |
|                                                       | Blok Ludowo-Chrześcijański                                        | 1266   | 0,51  | –       |                                                      |
|                                                       | Ruch Chrześcijańsko-Społeczny „Przymierze”                        | 1260   | 0,51  | –       |                                                      |
|                                                       | Ruch Demokratyczno-Społeczny                                      | 1191   | 0,48  | –       |                                                      |
|                                                       | Koalicja Polskiej Partii Ekologicznej i Polskiej Partii Zielonych | 800    | 0,32  | –       |                                                      |
|                                                       | Polski Związek Zachodni                                           | 299    | 0,12  | –       |                                                      |
|                                                       | Białoruski KW                                                     | 221    | 0,09  | –       |                                                      |
| Frekwencja: 38,75% Źródło: Państwowa Komisja Wyborcza |                                                                   |        |       |         |                                                      |